# Brendan Moore
Brendan Moore (Sheffield, 17 de fevereiro de 1972) é um árbitro inglês de snooker. Moore obteve sua licença de árbitro em setembro de 2002 e arbitrou pela primeira vez em uma partida profissional no World Snooker Tour ["circuito mundial de snooker profissional"] em setembro de 2005. Moore comandou duas finais do Campeonato Mundial de Snooker (World Snooker Championship): em 2014 e 2018. Ele também foi o árbitro nas finais do Campeonato do Reino Unido (UK Championship) de 2010 e 2013, bem como nas finais do Masters de 2012 e 2020. Moore esteve no comando de nove partidas que aconteceram breaks máximos ["entrada de 147 pontos"].